# 디설피람
디설피람(Disulfiram,상표명 안타뷰즈(Antabuse)가 있음)은 에탄올(음주 알코올)에 대한 급성 민감성을 생성하여 만성 알코올 중독 치료를 지원하는 데 사용되는 약물이다. 디설피람은 아세트알데히드 탈수소효소(acetaldehyde dehydrogenase)를 억제하여 알코올 소비 직후 숙취에 많은 영향을 느끼게 한다.

## 같이 보기
- 날트렉손
- 부스피론